# Will Kellermann
Wilhelmina van Schaaijk, beter bekend als Will(emine) Kellermann (Vught, 29 december 1944 of 1945), is een Nederlands beeldend kunstenares.

## Leven en werk
Kellermann werd geboren in de Noord-Brabantse plaats Vught als Wilhelmina van Schaaijk. Ze volgde opleidingen aan de academies van Tilburg en Den Haag en de Kunstgewerbe Schule Zürich. Op jonge leeftijd trouwde ze met de Amerikaanse wetenschapper David Kellermann en verhuisde naar Zwitserland, waar zij ging werken als kunstenares. Zij exposeerde en gaf les aan de International School.
In 1984 verhuisde Kellermann terug naar Nederland en vestigde zich in het kunstenaarsdorp Kortenhoef. Daarna volgden diverse exposities, waaronder in Nederland, België en het Verenigd Koninkrijk. Nadien werd haar werk aangekocht door onder andere de gemeente Loosdrecht en de Stichting Kunstbezit 's-Graveland.
In 2017 verhuisde Kellermann naar Portugal en in 2019 naar het kunstenaarsstadje Zaltbommel, waar zij elke maand open atelier houdt. In 2023 verschenen drie boekjes over haar aquarellen, olieverfschilderijen en technieken. Ook verscheen een boek over haar leven en werk onder de naam Romantisch avonturisme, geschreven door Christian Oerlemans.
Kellermann is lid van de International Watercolour Society en het Aquarel Instituut België en exposeerde met de Britse Pastel Society in de Britse The Mall Gallery Londen en in de Amerikaanse Cross Gate Gallery in Lexington. Haar schilderijen hangen over de hele wereld, waaronder in China, Jordanië, de Verenigde Staten, het Verenigd Koninkrijk, Zweden en Portugal. In laatstgenoemd land heeft zij sinds 2009 een atelier.
Kellerman exposeert regelmatig in Museu do Traje in Sao Bras de Alportal en in de Galeria Artesis in Tavira.

## Stijl
Kellermann schildert in het genre romantisch avonturisme en is het meest bekend geworden met haar schilderijen met de Silkcolor-techniek, die zij sinds de jaren tachtig heeft ontwikkeld en vervolmaakt. Hiertoe gebruikt zij zware zijde als schildersdoek en speciale inkten en verven.
Ze laat zich inspireren door de weefstructuren in het natuurlijke materiaal, alsof ‘wezens’ van buiten deze wereld haar de beelden influisteren.